# Luis Felipe Villarán
Luis Felipe Villarán Angulo (Lima,  7 de junio de 1845 - ibídem, 1 de noviembre de 1920) fue un jurista, magistrado, catedrático universitario y político peruano. Senador de la República (1876-1886); ministro de Justicia, Culto e Instrucción en dos oportunidades (1886 y 1895); catedrático de Derecho Constitucional y rector de la Universidad de San Marcos (1905-1913); y presidente de la Corte Suprema (1911). Fue padre de Manuel Vicente Villarán, otro destacado jurista, que escribió en su memoria una Vida y pensamiento de Luis Felipe Villarán (1945).

## Biografía
Hijo de Matías Villarán y Carmen Angulo. Nieto de Manuel Villarán y Barrena (1762-1856), abogado de la Real Audiencia de Lima.
En 1861 pasó a estudiar en el Convictorio de San Carlos, donde se graduó de bachiller en Jurisprudencia con una tesis acerca «De la realización del fin social» (1864). Se recibió de abogado el 21 de diciembre de 1866.
Cuando en 1868 se reorganizó la Universidad de San Marcos y se erigió la Facultad de Jurisprudencia, Villarán fue nombrado catedrático adjunto de Derecho Natural, Constitucional e Internacional, y también de Derecho Administrativo y Estadística. Luego fue nombrado catedrático adjunto del primer curso de Derecho Filosófico (1871), así como secretario de la Universidad (1872). Fue también uno de los redactores de la Gaceta Judicial (1874-1875).
Cuando en 1875 se creó en la Facultad de Ciencias Políticas y Administrativas de la Universidad San Marcos, Villarán fue nombrado catedrático principal de Derecho Constitucional,  siendo posteriormente reconocido como doctor nato en dicha especialidad (1889).
En 1876 fue elegido senador suplente por Lima y en 1878 lo fue como senador por Piura, siendo reelegido para el mismo cargo y por la misma circunscripción en 1886 y en 1894.
De 1880 a 1903 ejerció como abogado de la Universidad de San Marcos. En 1884 integró la junta directiva del naciente Partido Liberal, junto con José María Químper, el general José Miguel Medina, Pedro Manuel Rodríguez, Dionisio Derteano, Carlos Lissón, Camilo Carrillo y Juan Francisco Pazos Monasí. Partido que, aliado con antiguos civilistas, y contrario al pierolismo, apoyó al Partido Constitucional, que lanzó la candidatura del general Andrés A. Cáceres a la presidencia en 1886.
Durante el primer gobierno del general Andrés A. Cáceres fue nombrado ministro de Justicia, Culto e Instrucción, cargo que desempeñó de 6 de octubre a 22 de noviembre de 1886. En el rubro de la educación suscribió el Reglamento General de Instrucción Pública, expedido el 3 de noviembre de 1886, y procuró impulsar a los colegios nacionales, dotándolos de la infraestructura necesaria. 
Fue diputado suplente por La Libertad entre 1886 y 1889.
Bajo el mismo gobierno de Cáceres, y en el de sus sucesores Remigio Morales Bermúdez y Justiniano Borgoño, fue uno de los representantes del Perú en las negociaciones con el Ecuador por la cuestión limítrofe y ejerció las siguientes comisiones:
1. Formó parte la comisión nombrada para determinar las bases de la defensa peruana (1888).
2. Fue miembro de la comisión especial de límites encargada de estudiar los reclamos ecuatorianos (1891)
3. Fue miembro de la comisión que debía examinar el alegato ecuatoriano (1892).
4. Fue abogado y plenipotenciario ad hoc en las negociaciones efectuadas en Lima con el representante de Ecuador (1894), en donde se acordó someter el diferendo al arbitraje del rey de España.

Durante la guerra civil entre caceristas y pierolistas de 1894-1895, Villarán estuvo de lado del presidente Cáceres, cuya controvertida segunda elección había provocado dicho conflicto. La guerra finalizó tras tres días de fieros combates en las calles de Lima (de 17 a 19 de marzo de 1895), luego que el presidente Cáceres, aceptó negociar, convencido por el mismo Villarán de poder lograrse una transacción decorosa, antes de continuar un inútil derramamiento de sangre. Ambas partes se reunieron para negociar, siendo Villarán el representante del renunciante Cáceres, mientras que Enrique Bustamante y Salazar lo era de Piérola. Acordaron la instalación de una Junta de Gobierno de transición, presidida por Manuel Candamo y que integró el mismo Villarán como ministro de Justicia. Dicha junta convocó a elecciones donde triunfó Nicolás de Piérola, inaugurándose así la llamada República Aristocrática.
Durante el gobierno constitucional de Nicolás de Piérola fue miembro del Consejo Gubernativo, creado en 1896 como una especie de consejo consultivo sobre importantes asuntos de Estado que el Ejecutivo les propusiera (similar a los antiguos Consejos de Estado). Compartió esta función junto a personalidades como Manuel Pablo Olaechea, Alejandro Arenas, Enrique de la Riva Agüero, Isaac Alzamora, Francisco García Calderón, Luis Carranza Ayarza y otros. Y en el seno de este consejo, integró una comisión encargada de revisar un proyecto de reforma de la Constitución vigente (la de 1860). Dice al respecto el historiador Jorge Basadre: «El proyecto de la comisión ostentó una técnica jurídica más refinada que la del texto de la Constitución de 1860. Implicó, en realidad, su perfeccionamiento y en ello seguramente influyeron las ideas y el estilo de Luis Felipe Villarán, catedrático de Derecho Constitucional».
Villarán integró también, junto con Felipe de Osma y Pardo y el banquero José Payán, la comisión encargada de reformar el antiguo Código de Comercio, la cual se instaló en 1898. El proyecto del nuevo código fue aprobado en 1902, en el gobierno de Eduardo López de Romaña. Asimismo, integró la comisión encargada de redactar la Ley Orgánica de Instrucción Pública (1901).
En 1903 fue nombrado vocal de la Corte Suprema de Justicia. Y ejerció la presidencia de este alto tribunal en el periodo de 1911. En 1907 fue elegido diputado por la provincia de San Martín del recién creado departamento de San Martín.
En 1903 fue elegido vicerrector de San Marcos, y en 1905, tras el fallecimiento del rector Francisco García Calderón, asumió el rectorado, cargo que ejerció tras sucesivas elecciones hasta 1913.

## Obras principales
- Curso de Derecho Constitucional positivo (1875 y 1882).
- Lecciones de Derecho Constitucional peruano (1898).
- La constitución peruana comentada (1899 y 1920).